# Nykvarn (plaats)
Nykvarn is de hoofdplaats van de gemeente Nykvarn in het landschap Södermanland en de provincie Stockholms län in Zweden. De plaats heeft 6032 inwoners (2005) en een oppervlakte van 433 hectare.
De plaats ligt vlak bij de Europese weg 20. Ook loopt de spoorweg Svealandsbanan door de plaats.

## Geboren in de plaats
- Rebecka Liljeberg, actrice